# Scaphium
Scaphium es un género con 12 especies de plantas de la subfamilia Sterculioideae dentro de la familia Malvaceae.

## Especies seleccionadas
- Scaphium affine
- Scaphium becarianum
- Scaphium borneense
- Scaphium burkillfilii
- Scaphium linearicarpum